# 프라하의 연인
《프라하의 연인》은 2005년 9월 24일부터 2005년 11월 20일까지 방영된 SBS 주말 특별기획 드라마이다.
<파리의 연인>의 영광을 재현해 보고자 하는 의도로 기획되어, 초반엔 높은 시청률을 기록하였다. 그러나, 이복 형제가 둘이 아닌 셋까지 등장하는 등의 내용과 구성의 산만함이 지적되었다. 전작만큼 높은 시청률을 기록하지는 못했지만 인기드라마의 척도라 할 수 있는 30%를 넘기며 김은숙 작가표 특유의 로맨스의 저력을 보여줬다. 촬영 중 문화재인 덕수궁의 돌담이 훼손되어 문화재청으로부터 심각한 문화재 파괴라는 지적을 사야 했다.

## 등장 인물
- 전도연 : 윤재희 역 - 현직 대통령의 딸이며 현직 외교관
- 김주혁 : 최상현 역 - 경찰 밥 8년째. 강자 앞에 머리 숙인 적 없고 약자 앞에 머리든 적 없는 강직한 성격으로 사비를 털어 불우 청소년들을 숨어서 도울 만큼 정의롭고 따뜻하다.
- 김민준 : 지영우 역 - 대기업 총수 아들. 여자 많은 아버지 덕에 어린 시절부터 친자식이 아니란 루머에 시달리며 자랐다.
- 윤세아 : 강혜주 역 - 부모 얼굴을 모른 채 여섯 살 때부터 고아원에서 자랐다.
- 하정우 : 안동남 역 - 윤재희의 경호원. 엄중한 경호를 부담스러워 하는 재희 때문에 가장 경호원스럽지 않은 인물로 선정되었다.
- 이정길 : 윤정한 역 - 윤재희의 아버지. 대한민국 대통령. 기존 여당의 후광없이 스스로의 노력으로 청와대에 입성한 입지전적인 인물
- 장근석 : 윤건희 역 - 윤재희의 동생. 대통령의 늦둥이 아들이자 재희의 띠 동갑 동생. 고등학교 2학년에 재학 중
- 정동환 : 지경환 역 - 지영우/승우 아버지. 지영우의 아버지 대통령과는 대학 시절부터 절친한 사이로 재희를 며느리로 맞아 자신의 그룹을 더욱 탄탄하게 유지하고 싶은 야망을 품고 있다.
- 동탁 : 서윤규 역 - 재희의 오랜 친구이자 외교관 동기. 불의의 교통사고로 휠체어를 타게 됐지만 세상에 대한 희망을 버리지 않는 긍정적 사고의 소유자
- 김승욱 : 황달호 역 - 상현의 파트너. 구질구질과 유들유들이 트레이드 마크
- 김나운 : 신광자 역 - 외할아버지, 외할머니의 유별난 금실 덕에 태어난 상현의 이모. 상현과 동갑
- 앤디 : 지승우 역 - 영우의 이복 동생. 엘리트 코스를 밟아온 영우와는 달리 철저하게 차별 받으며 자랐다.
- 곽지민 : 정연수 역 - 상현이 물심양면으로 돕고 있는 소녀 가장, 늘 전교 상위권의 성적을 유지하는 우등생.

## OST
- 김시진 - 프라하의 연인, 기적같은 너
- T(윤미래) - 아픔이 사라진 후
- 유해준 - 단 하나의 사랑
- 파란 - Once
- 임재범 - 이번만큼은
- 연우 - 너를...
- 조규만 - 해바라기

## 수상
- 2005년 SBS 연기대상 10대 스타상. 대상 전도연
- 2005년 SBS 연기대상 10대 스타상. 남자최우수상 김주혁
- 2006년 제42회 백상예술대상 TV부문 남자최우수연기상 김주혁